# Scutellaria columnae
Scutellaria columnae là một loài thực vật có hoa trong họ Hoa môi. Loài này được All. miêu tả khoa học đầu tiên năm 1785.

## Hình ảnh

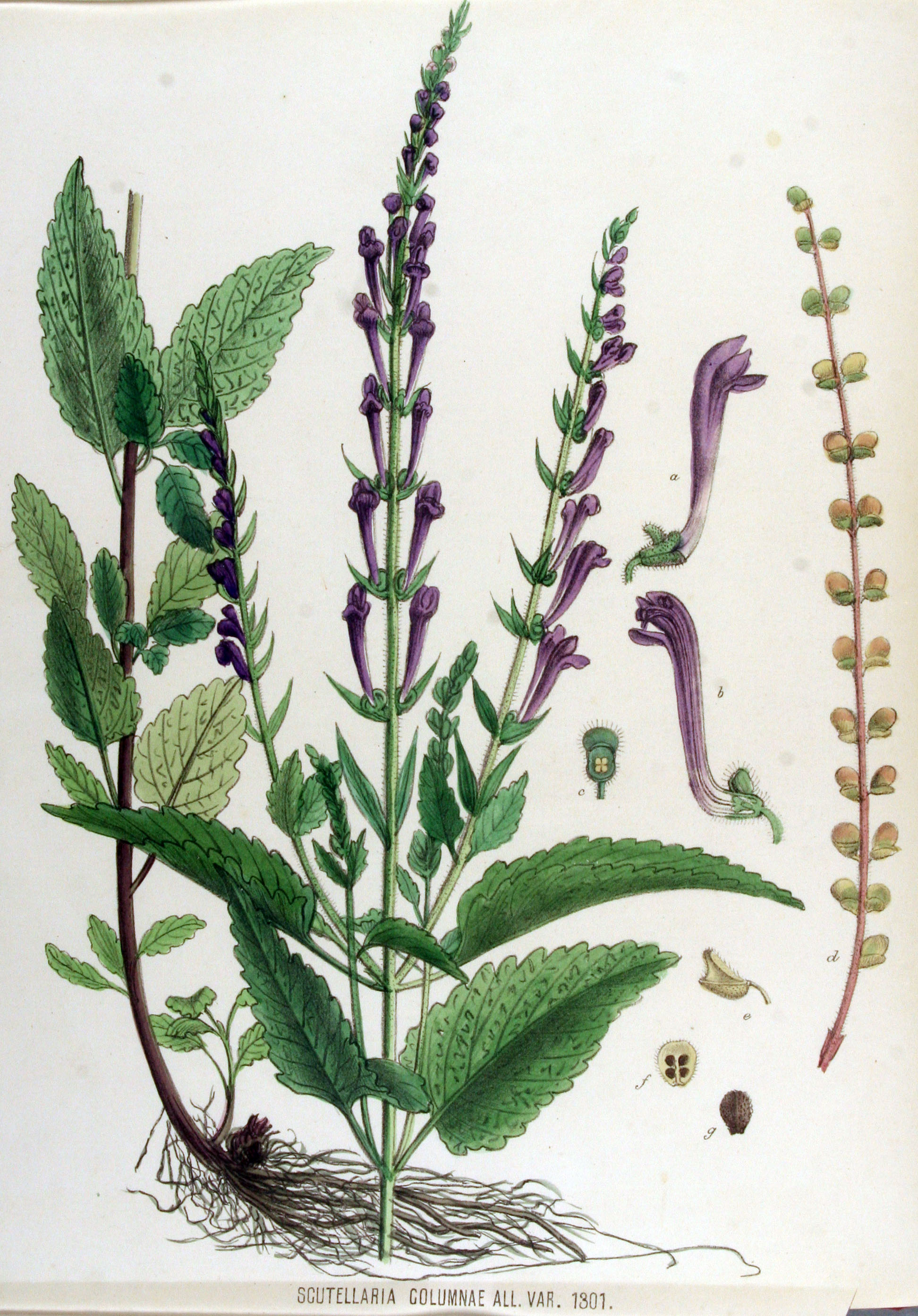
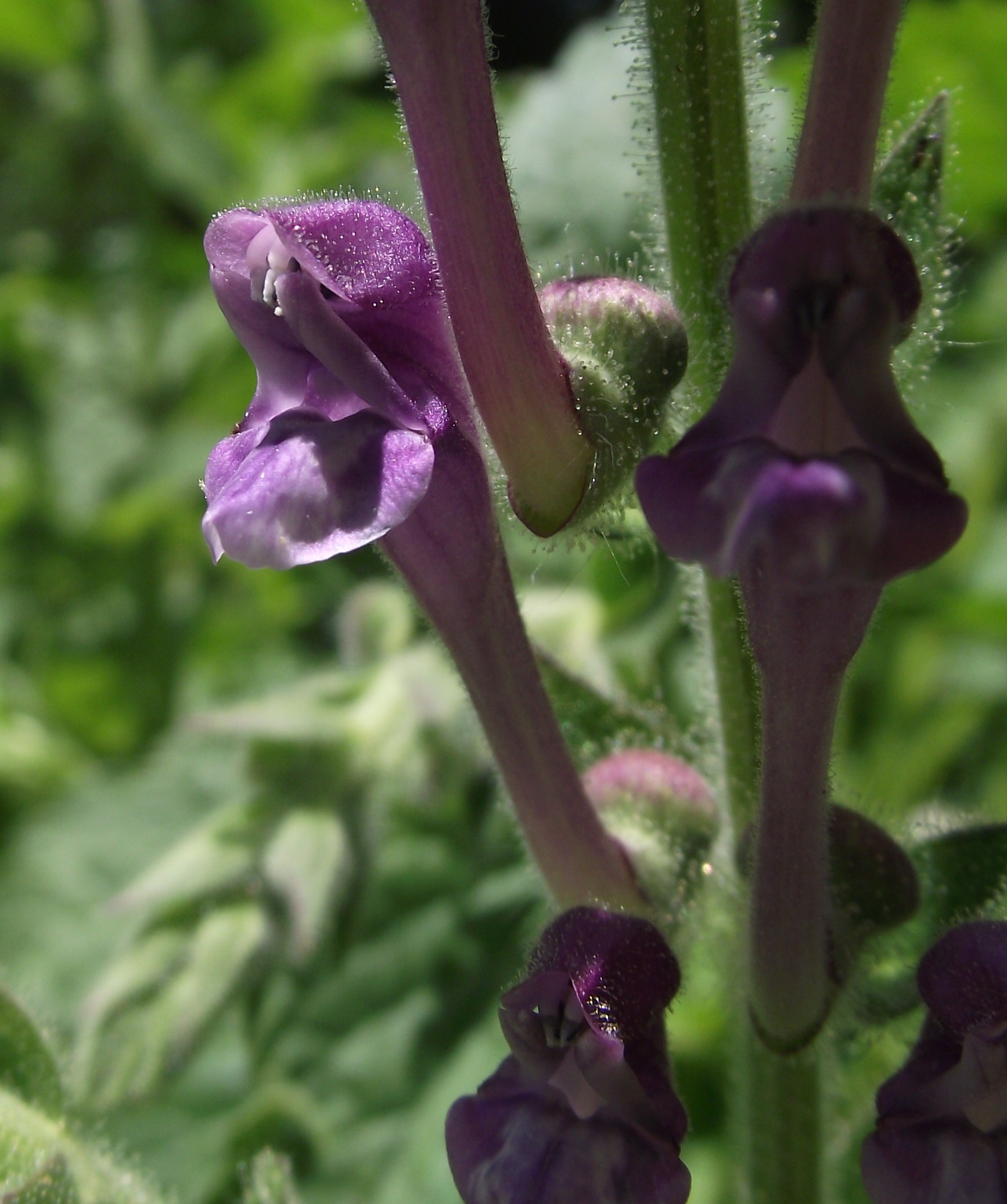